# Franz Ehrle
Franz Ehrle (født 17. oktober 1845 i Isny i Württemberg, død 31. marts 1934 i Rom) var en tyskfødt præfekt for det vatikanske bibliotek og kirkehistoriker. 

## Liv og virke
Han studerede ved Jesuitskolen i Feldkirch (Vorarlberg) i Maria-Laach og i Ditton-Hall ved Liverpool, gik 1861 ind i jesuiterordenen, blev præsteviet i 1876 i England. Han var en tid medlem af redaktionen for tidsskriftet »Stimmen aus Maria-Laach«. Fra 1880 helligede han sig til historiske studier især i Rom. I 1890 blev han medlem af styrelsen for det vatikanske bibliotek, 1895 blev han dets præfekt og fik som sådan ikke alene givet biblioteket en mønsterværdig ordning, men udgav selv en række af dets værdifulde håndskrifter. 

## Forfatterskab
Han har skrevet Zur Geschichte und Reform des Armenwesen (1881), men hans hovedværk var Historia Bibliothecæ Romanorum Pontificum tum Bonifatianæ tum Avenionensis (1890). Sammen med Denifle udgav han "Archiv für Litteratur und Kirchengeschichte des Mittelalters" i 7 bind (1885-1900), hvori han offentliggjorde grundlæggende afhandlinger. 

## Hædersbevisninger
Han var æresdoktor ved universiteterne i Oxford, Cambridge, Münster og Louvain. 
Han blev kardinal 1922.